# 云南第一天文点
云南第一天文点也称云南大学天文点，位于云南省昆明市云南大学本部校园内，钟楼后面，文津楼旁，是中国早期大地测量定位标志。天文点始测于清康熙四十九年至五十七年（1710-1718年），初测数据为：云南府昆明县北极高二十五度六分，京师偏西十三度三十八分。1937年云南省教育厅，云南大学，昆明一得测候所组织复测，数据是25°3′21.19″N 102°41′58.88″E / 25.0558861°N 102.6996889°E，是中国境内除北京观象台外唯一原测经纬度的确切点位。
天文点为一长方形石砌台座，长2.4米，宽1.8米，高0.5米。其间砌成菱形，中间为一石质圆盒状标志，有石盖，直径0.6米，高0.17米，内贮存此次天文观测所获数据。1993年公布为云南省文物保护单位。